# People (singolo Barbra Streisand)
People è una popolare canzone scritta da Jule Styne (compositore) e Bob Merrill (paroliere) per il musical di Broadway Funny Girl del 1964 con protagonista Barbra Streisand, che è anche l'interprete di questo brano.
In seguito il brano è stato registrato anche da Jack Jones, Richard Clayderman, Perry Como, Adriano Celentano  (Soli ,1979), The Supremes e, sin dal 1964, da Billy Eckstine in maniera jazzy. Ma è soprattutto la versione di Barbra Streisand ad essere rimasta particolarmente celebre, al punto di essere ricordata come una delle canzoni più significative della sua carriera.
People fu pubblicata come singolo nel 1964, insieme a You Are Woman, una versione da solista del duetto I Am Woman, You Are Man, sempre da Funny Girl.

## Origini
Secondo alcuni il brano People era stato originariamente scritto per il cartone animato Mister Magoo's Christmas Carol (la storia de Canto di Natale adattata per il personaggio di Mr. Magoo), la colonna sonora su cui Styne e Merrill avevano lavorato proprio prima di Funny Girl. Presumibilmente, la canzone avrebbe dovuta essere cantata al personaggio di Scrooge dalla sua fidanzata, ed in seguito dallo stesso Scrooge, dopo la propria redenzione. Tuttavia nella biografia di Theodore Taylor Jule: The Story of Composer Jule Styne, questa notizia viene smentita. Infatti nella biografia viene detto che People fu una delle prime canzoni scritte per Funny Girl, a fine 1962 a Palm Beach, Florida.
Secondo il libro, Jule Styne disse di aver scritto il testo su una persona "molto speciale", in appena trenta minuti
Il singolo della Streisand fu pubblicato nel gennaio 1964 e raggiunse la quinta posizione della Billboard Hot 100, diventando il primo singolo in Top 40 per la cantante. People raggiunse anche la vetta della classifica Hot Adult Contemporary, assicurando l'inclusione del brano in Funny Girl, che fu in scena a Broadway dal 26 marzo 1964 al 1º luglio 1967, e fece guadagnare a Styne e Merrill una nomination ai Tony Award 1964 nella categoria "miglior compositore".
Negli anni successivi la canzone è diventata uno standard musicale, registrata ed interpretata da numerosi artisti in diverse occasioni.